# Danmarks U/19-håndboldlandshold (damer)
Danmarks U/19-20 håndboldlandshold for damer er en af verdens og europas bedste hold på kvindesiden. Den nuværende ungdomslandstræner er Flemming Dam Larsen.

## Resultater

### Medaljeoversigt
| Turnering     | 1 | 2 | 3 | Total |
| ------------- | - | - | - | ----- |
| VM i håndbold | 2 | 3 | 3 | 8     |
| EM i håndbold | 4 | 1 | 1 | 6     |
| Total         | 3 | 4 | 3 | 10    |

### U/19-VM-resultater
- 1977: 10.-plads
- 1979: 5.-plads
- 1981: 5.-plads
- 1983: 10.-plads
- 1985: 11.-plads
- 1987:  Sølv
- 1989: 7.-plads
- 1991:  Bronze
- 1993: 4.-plads
- 1995:  Sølv
- 1997:  Guld
- 1999:  Bronze
- 2001: 7.-plads
- 2003: 7.-plads
- 2005: 5.-plads
- 2008:  Sølv
- 2010: Kvalificerede sig ikke
- 2012: 9.-plads
- 2014:  Bronze
- 2016:  Guld
- 2018: 6.-plads

### U/19-EM-resultater
- 1996:  Guld
- 1998: Kvalificerede sig ikke
- 2000: 10.-plads
- 2002: Kvalificerede sig ikke
- 2004: 9.-plads
- 2007:  Guld
- 2009: 13.-plads
- 2011:  Guld
- 2013:  Bronze
- 2015:  Guld
- 2017:  Sølv
- 2019: 6.-plads
- 2021: 6.-plads

## Spillere
Den nuværende U/19-20-landsholdstrup til to venskabskampe mod Rumænien og Spanien, i Alicante, Spanien den 28. og 29. oktober 2022.
Cheftræner:  Flemming Dam Larsen
| Nr. | Navn                       | Position     | Kampe | Mål | Klub                 |
| --- | -------------------------- | ------------ | ----- | --- | -------------------- |
| 2   | Sara Teljigovic Ibanovic   | Venstre fløj | 0     | 0   | Ajax København       |
| 4   | Julie Scaglione            | Venstre back | 0     | 0   | Ikast Håndbold       |
| 6   | Boline Laursen             | Stregspiller | 0     | 0   | Skanderborg Håndbold |
| 8   | Ida Marie Wrang Nielsen    | Playmaker    | 0     | 0   | Roskilde Håndbold    |
| 9   | Laura Borg Thestrup        | Venstre back | 0     | 0   | Skanderborg Håndbold |
| 10  | Filippa Nedovic Larsen     | Stregspiller | 0     | 0   | Skanderborg Håndbold |
| 11  | Julie Louise Seeberg       | Stregspiller | 0     | 0   | FIF                  |
| 12  | Ida Marie Kaysen           | Målvogter    | 0     | 0   | Gudme HK             |
| 15  | Annika Solberg Dalsager    | Playmaker    | 0     | 0   | Gudme HK             |
| 16  | Isabella Seiersen Mathorne | Målvogter    | 0     | 0   | Skanderborg Håndbold |
| 19  | Laura Galle Hansen         | Højre fløj   | 0     | 0   | SønderjyskE Håndbold |
| 21  | Anne With Johansen         | Højre back   | 0     | 0   | Ajax København       |
| 22  | Signe Juul Abildgaard      | Højre back   | 0     | 0   | Holstebro Håndbold   |
| 26  | Nicoline Astrid Vendelborg | Højre fløj   | 0     | 0   | TMS Ringsted         |
| 28  | Astrid Leslie Lund         | Playmaker    | 0     | 0   | Skanderborg Håndbold |
| 35  | Mathilde Østergaard        | Venstre fløj | 0     | 0   | HEI/VRI Håndbold     |

## Staff
| Pos.            | Navn                |
| --------------- | ------------------- |
| Landstræner     | Flemming Dam Larsen |
| Assistenttræner | Jan Barslev         |
| Holdleder       | Dorte Huge Jonasson |
| Fysioterapeut   | Jan Valentin        |
| Målvogtertræner | Morten Fager        |